# Neerhalen van een Russische Sukhoi Su-24 door Turkije

Traject Su-24 volgens Turkije

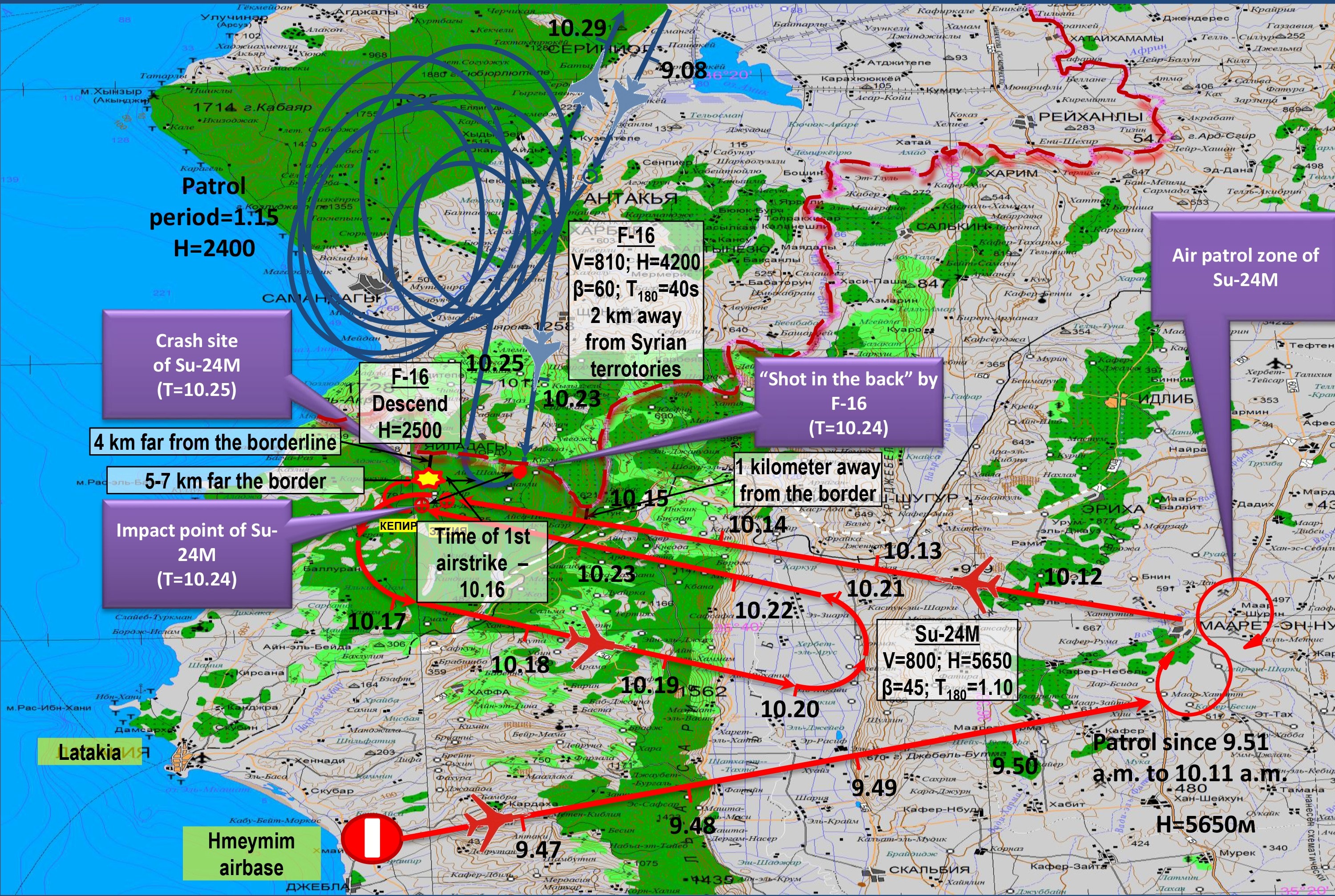
Traject Rood Su-24, Blauw F-16's volgens Rusland

In de ochtend van 24 november 2015 werd op de grens tussen Syrië en Turkije een Russische Sukhoi Su-24 met een AIM-9 Sidewinder neergeschoten door een Turkse F-16 Fighting Falcon. 

## Verloop
De Sukhoi Su-24 had een bombardementsmissie in Syrië uitgevoerd en was net op de terugweg naar de basis.. De bommenwerper werd in de staart geraakt, werd onbestuurbaar en beide bemanningsleden gebruikten hun schietstoel. Toen ze aan hun parachutes neerdaalden, werden ze beschoten en raakte de piloot gewond. Volgens het Russische leger werd de piloot luitenant-kolonel Oleg Anatoljevitsj Pesjkov van de Su-24 op de grond gedood  door Syrische Turkmenen. Hij werd postuum Held van de Russische Federatie. De navigator Konstantin Murachtin werd gered met twee Russische Mil Mi-8 helikopters met 18 commando's van de Syrische special forces en 8 van Hezbollah, allen getraind door Iran en vertrouwd met het terrein. De geredde navigator kreeg de Russische Orde voor Dapperheid. Een helikopter moest na beschieting een noodlanding maken. Een Russische marinier, Aleksander Pozynytsj, kwam hierbij om en ontving postuum de Orde voor Dapperheid. 
Het Vrij Syrisch Leger vernietigde de achtergelaten helikopter met een Amerikaanse BGM-71 TOW raket. De geredde navigator verklaarde achteraf aan Interfax dat er voorafgaand aan het neerschieten van de bommenwerper geen waarschuwing was gegeven. Het Turkse leger verspreidde een geluidsopname van de waarschuwing.

## Omstandigheden
De Russische en Turkse versie van de omstandigheden lopen uiteen. Volgens het Turkse opperbevel had het Russische vliegtuig meerdere malen Turkije geprovoceerd door het Turkse luchtruim binnen te dringen en hierdoor was het gerechtvaardigd het toestel neer te halen na meerdere aanmaningen. Volgens de versie van het Russische Ministerie van Defensie vloog het vliegtuig op 1 kilometer van de grens op Syrisch grondgebied.
Jens Stoltenberg, secretaris-generaal van de NAVO, bevestigde de Turkse informatie.

## Onderzoek
Op 21 december maakten onderzoekers in Moskou bekend dat ze er niet in waren geslaagd informatie uit de zwarte doos te halen, deze was te zwaar beschadigd. Zodoende bleef onbewezen of het Russische vliegtuig het Turkse luchtruim nu wel of niet  had geschonden, hoewel de schending binnen de NAVO was bevestigd. Ook werd bevestigd dat het toestel een keer of tien was gewaarschuwd.

## Nasleep
De dagen erna liepen de spanningen tussen Turkije en Rusland snel op. Op 27 november kondigde Rusland aan opnieuw de visumplicht in te zullen voeren voor Turkse reizigers. Rusland bracht S-400 luchtafweerraketten naar de vliegbasis Khmeimim in Syrië en kondigde aan dat elk vliegtuig dat hun vliegtuigen bedreigde zou worden neergehaald. Rusland stuurde ook de Russische kruiser Moskva met S-300 luchtafweerraketten naar de Syrische kust voor Latakia. Ook werd besloten om bommenwerpers te begeleiden met gevechtsvliegtuigen. 
De Russische president Vladimir Poetin beschuldigde Turkije ervan de bommenwerper neergeschoten te hebben omdat hij de uitvoer van goedkope olie van ISIS naar Turkse havens afsneed met zijn bombardementen, maar de Turkse president Recep Tayyip Erdoğan ontkende dat met klem.